# Tuzamapan Xiloxochico
Tuzamapan Xiloxochico är en ort i Mexiko.   Den ligger i kommunen Cuetzalan del Progreso och delstaten Puebla, i den sydöstra delen av landet, 180 km öster om huvudstaden Mexico City. Tuzamapan Xiloxochico ligger 537 meter över havet och antalet invånare är 506.
Terrängen runt Tuzamapan Xiloxochico är huvudsakligen kuperad, men åt sydost är den bergig. Runt Tuzamapan Xiloxochico är det tätbefolkat, med 383 invånare per kvadratkilometer. Närmaste större samhälle är Ciudad de Cuetzalan, 5,5 km sydväst om Tuzamapan Xiloxochico. I omgivningarna runt Tuzamapan Xiloxochico växer huvudsakligen savannskog.